# New Masada Quartet, Volume 2
New Masada Quartet, Volume 2 è un album in studio del compositore jazz statunitense John Zorn, ed il secondo album in studio con la nuova formazione del gruppo musicale jazz statunitense Masada, chiamato New Masada Quartet. Fu pubblicato il 26 gennaio 2023 dalla Tzadik Records.

## Tracce
Musiche di John Zorn.
1. Katzatz (1° libro, 33° composizione) – 4:17
2. Idalah-Abal (1° libro, 42° composizione) – 7:05
3. Ne'eman (1° libro, 160° composizione) – 7:09
4. Jair (1° libro, 53° composizione) – 4:29
5. Abidan (1° libro, 90° composizione) – 7:04
6. Rahtiel (2° libro, 107° composizione) – 9:04
7. Achshaph (1° libro, 8° composizione) – 3:25

Durata totale: 42:33

## Formazione
- John Zorn – sassofono contralto
- Julian Lage – chitarra elettrica
- Jorge Roeder – contrabbasso
- Kenny Wollesen – batteria